# Angara Airlines

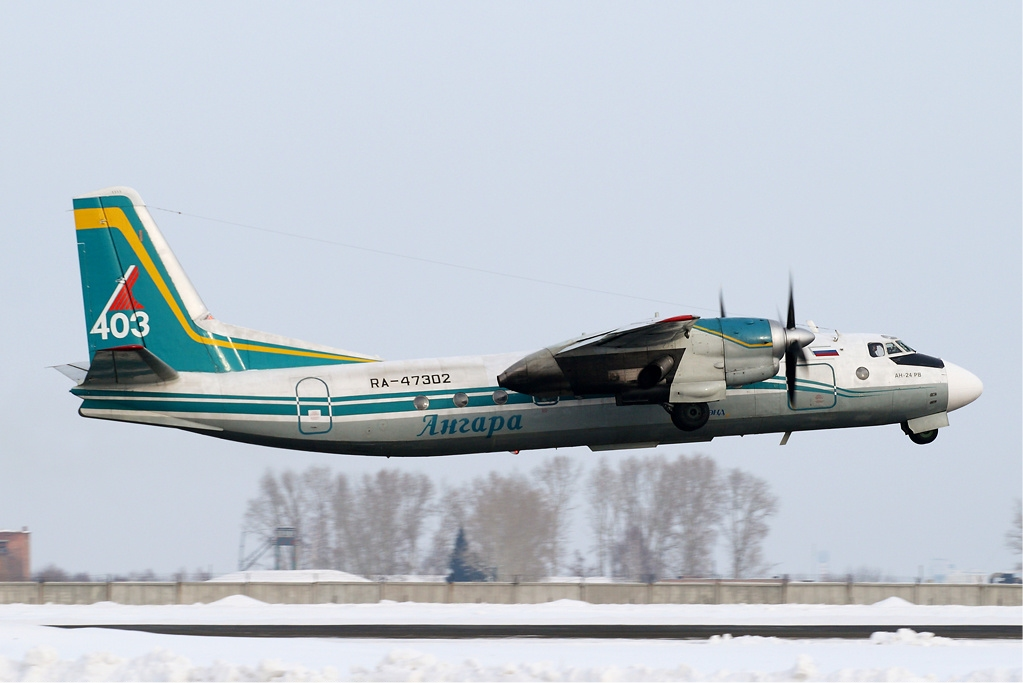
Antonov An-24RV

Angara Airlines JSC («Авиакомпания «Ангара») est une compagnie aérienne basée à Irkoutsk, en Russie. Fondée en 2000, elle effectue des vols réguliers et charters régionaux depuis l'Aéroport international d'Irkoutsk.

## Destinations
En mai 2019, Angara Airlines dessert diverses destinations, dont Oulan-Bator - via l'aéroport international d'Oulan-Bator ou Khabarovsk - via l'aéroport de Khabarovsk.

## Flotte

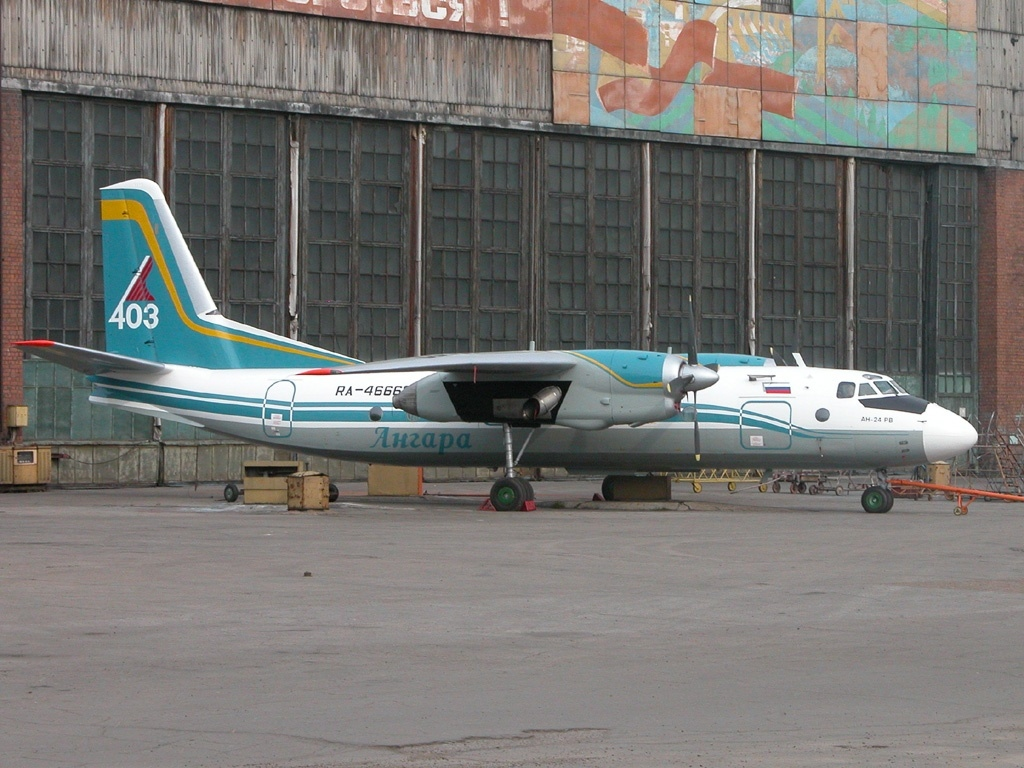
Antonov An-24RV, Angara Airlines

En mai 2019, la flotte d'Angara Airlines comprend les appareils suivants:

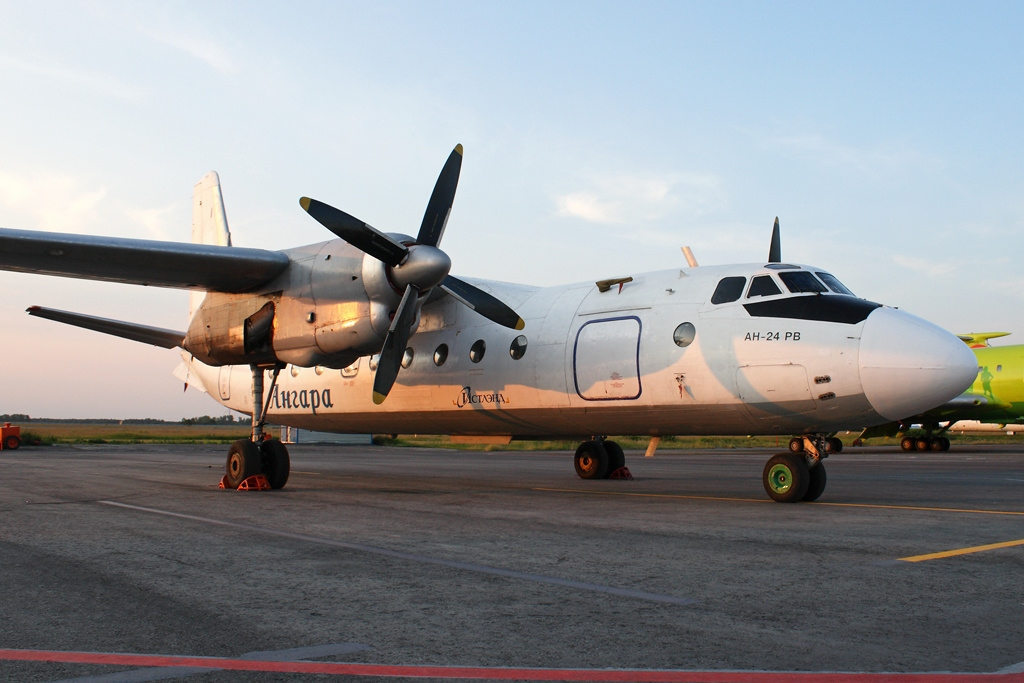
Antonov An-24RV, Angara Airlines
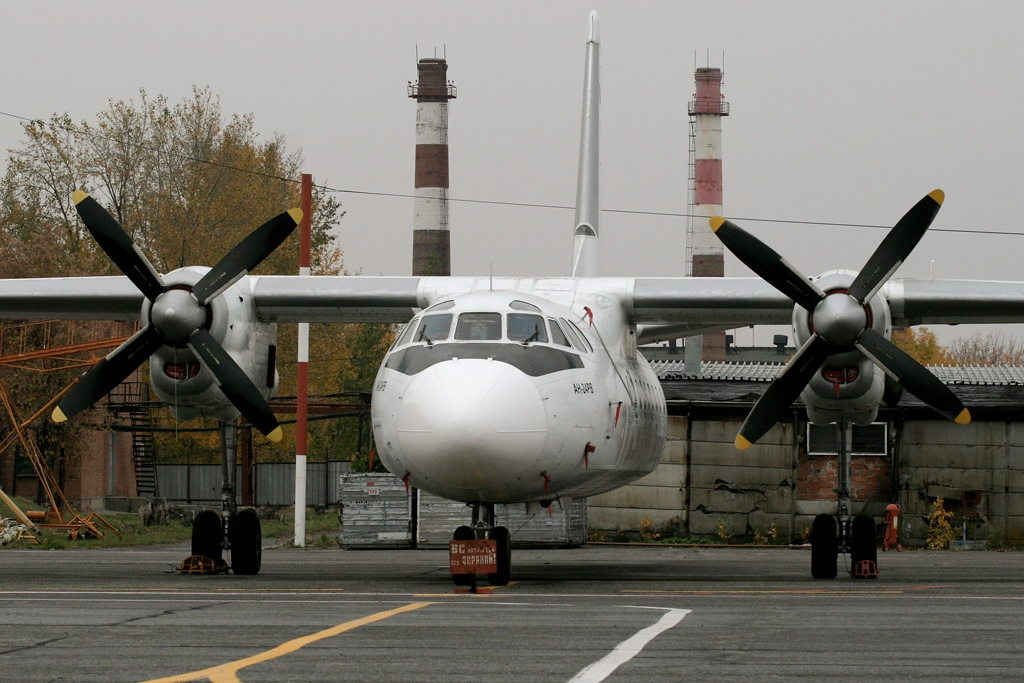
Antonov An-24RV, Angara Airlines
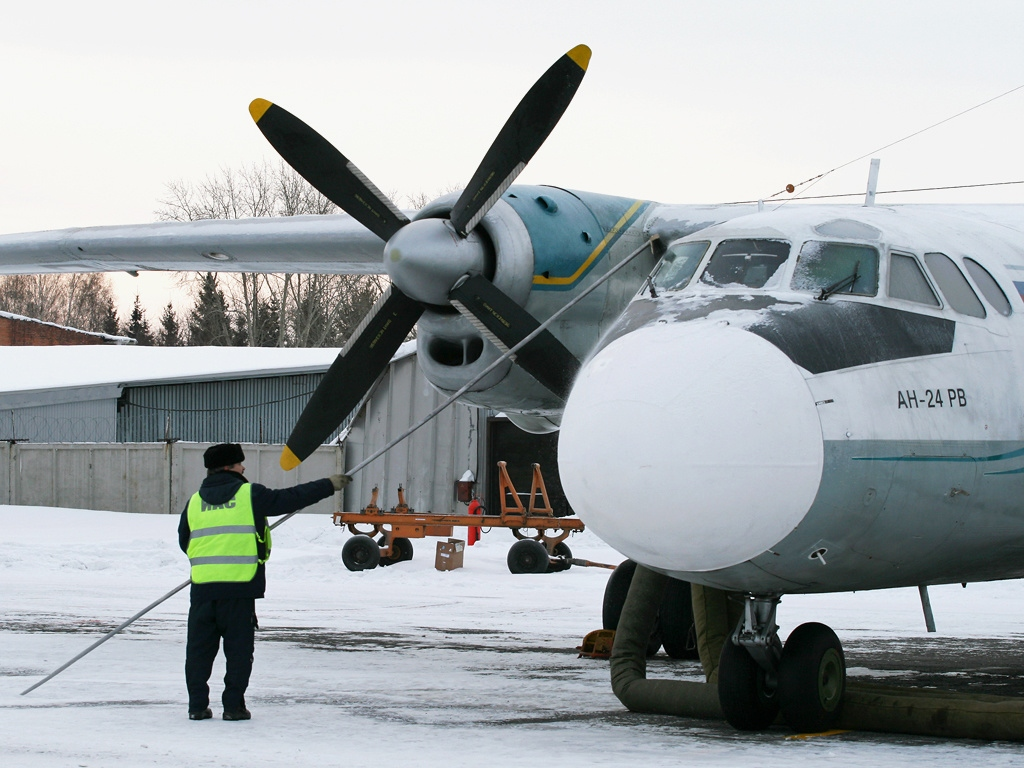
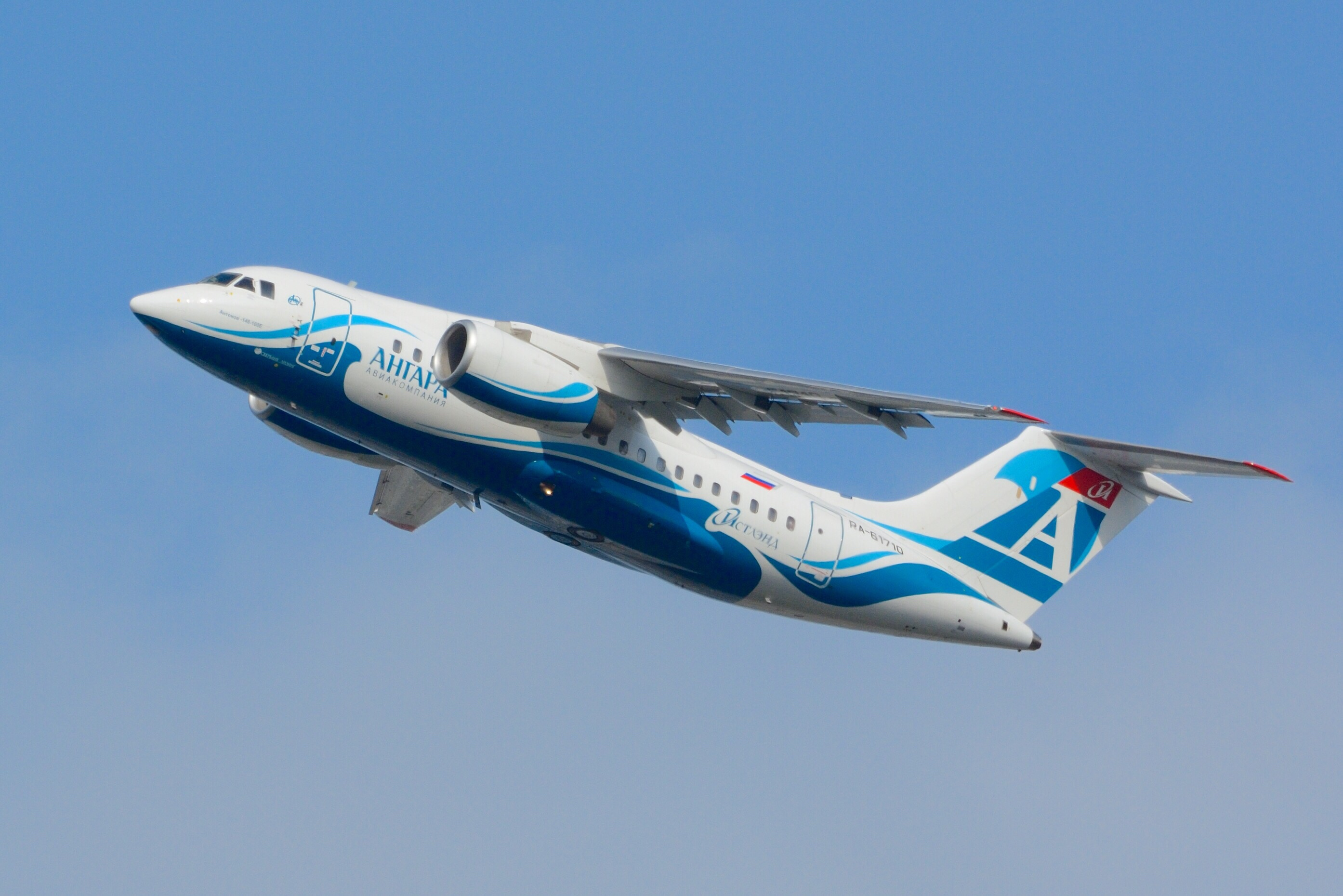
Angara Airlines, Antonov An-148-100E
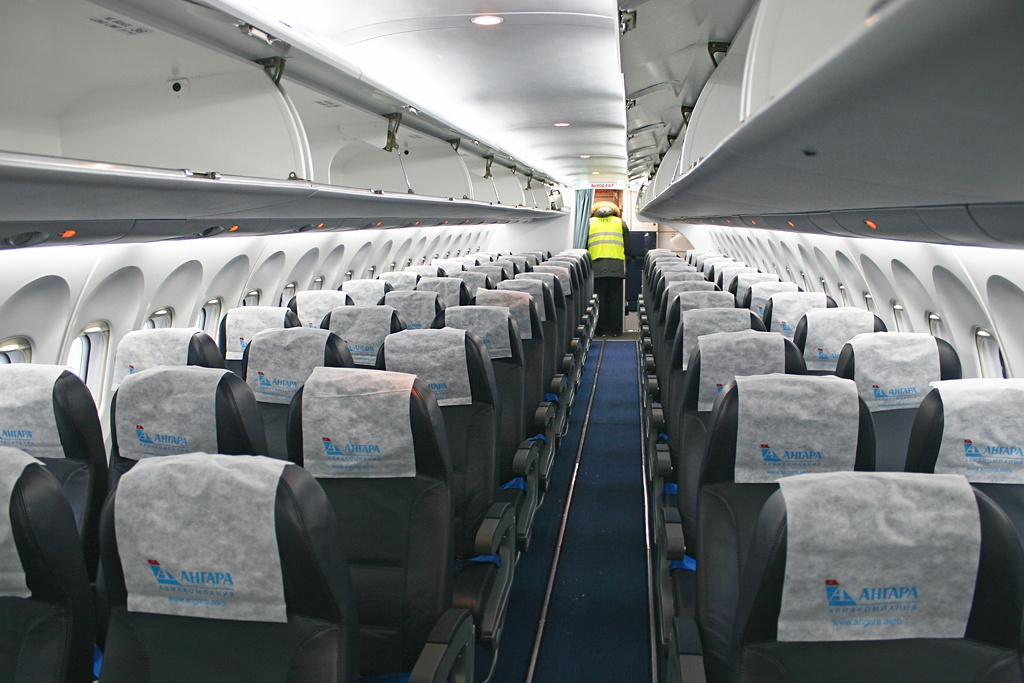
Cabine d'un Antonov An-148-100E d'Angara Airlines
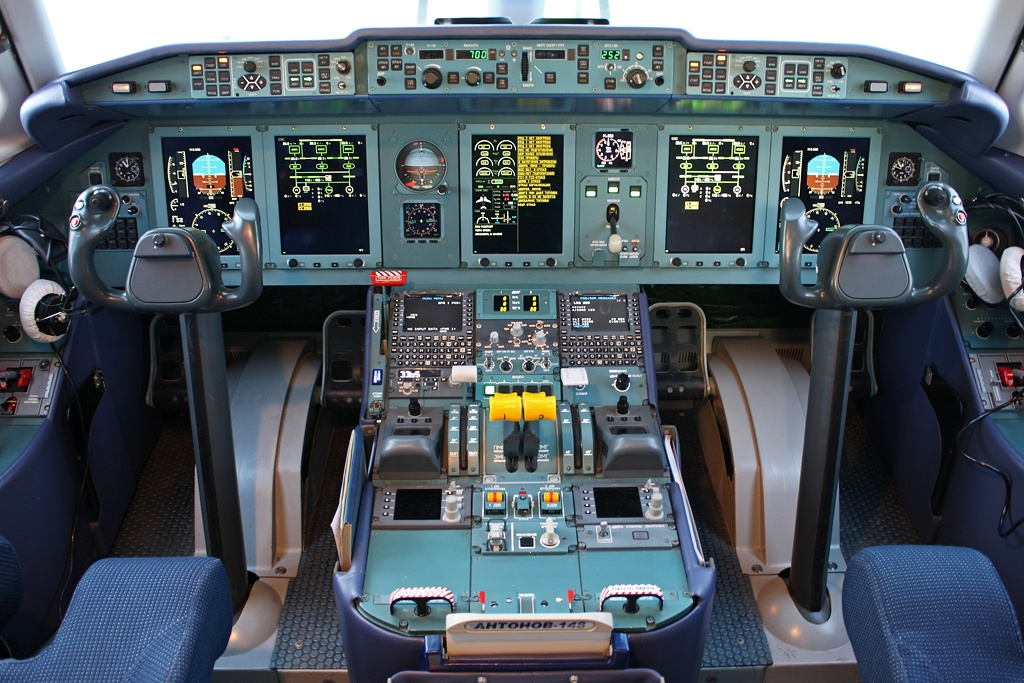
Cockpit d'un Antonov An-148-100E de la compagnie
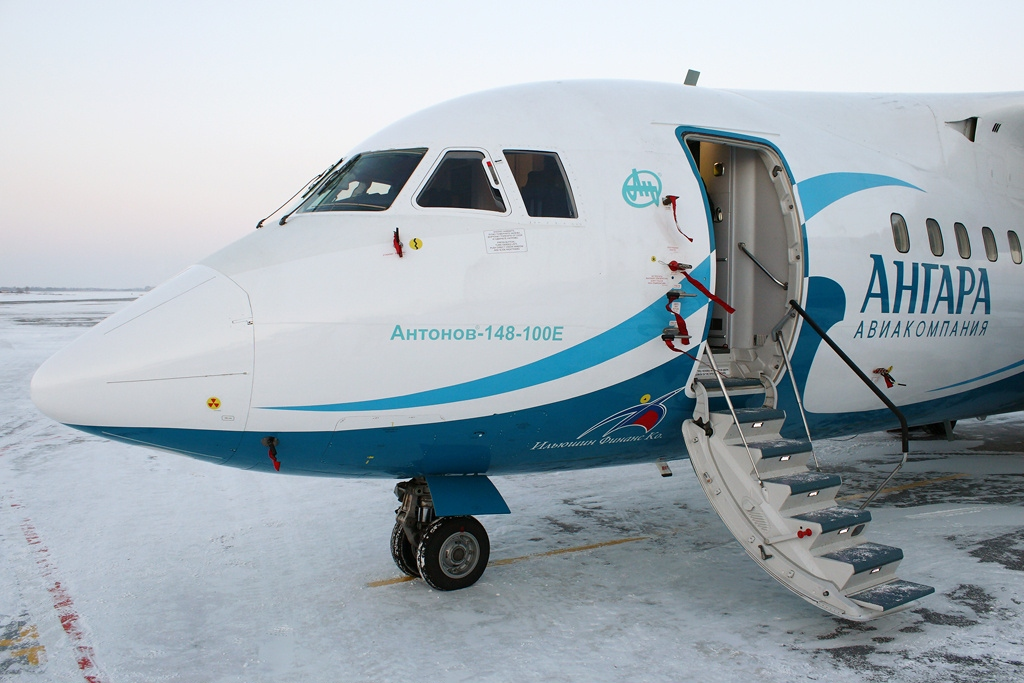
Antonov An-148-100E, Angara Airlines
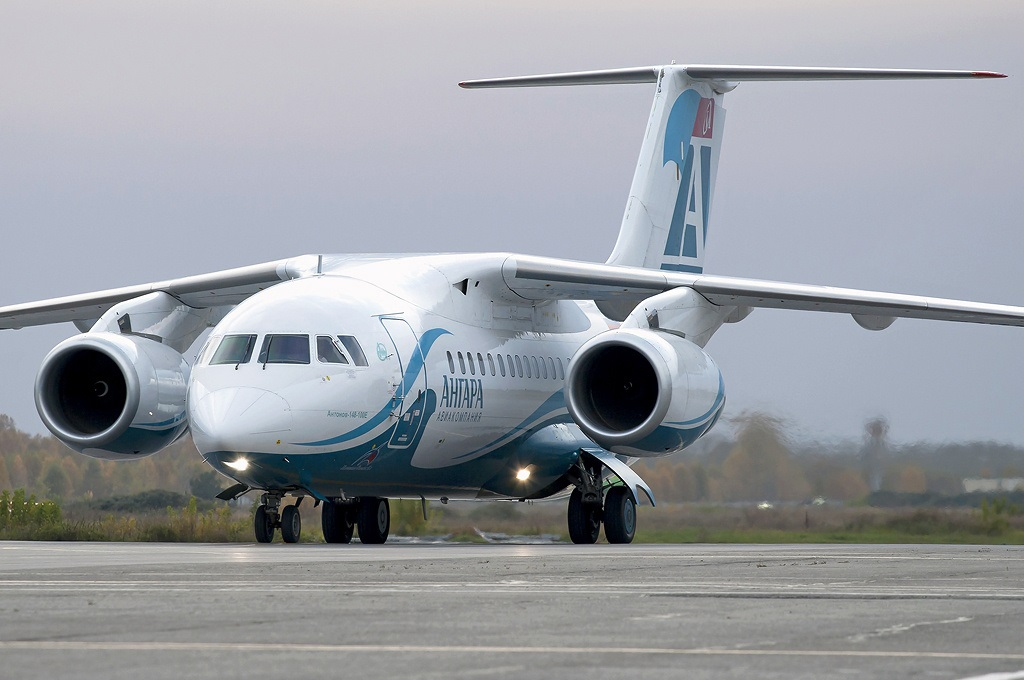
Un avion de la compagnie (RA-61714) à Novosibirsk - Tolmachevo

## Accident
Le 27 juin 2019, un Antonov An24-RV, effectuant la liaison entre les aéroports de Oulan-Oudé et l’aéroport de Nijneangarsk, sort de la piste à l'atterrissage et s'encastre dans un bâtiment de l'aéroport. Il y a 2 morts et plusieurs blessés parmi les 43 occupants de l'appareil.
Le 24 juillet 2025, un vol effectué par un Antonov An24-RV assurant une liaison entre Khabarovsk et Tynda s'écrase à 15km de sa destination lors d'une tentative d'atterrissage. Les 48 personnes présente à bord sont tuées. Le gouvernement russe lance une enquête pour déterminer les conditions du crash.